# Популяційне поле
Популяційне поле — метод аналізу розміщення популяції в координатах конкретного двовимірного простору. Метод популяційного поля був запропонований Є. Л. Любарським. Суть методу зводиться до аналізу положення середніх характеристик популяцій (число особин на елементарному квадраті). Площа елементарного квадрата, напрям і масштаб координат задаються дослідником. Таким чином, популяційне поле являє собою прямокутну матрицю чисельностей виду на субквадратах, рядки і стовпці якої відповідають напрямку координат в просторі. 
Аналіз популяційного поля полягає у визначенні середніх, дисперсій, коефіцієнтів варіації як по всій матриці в цілому, так і по кожному напрямку (остання процедура дозволяє визначити зміщення «центрів тяжіння» за напрямками). Крім того, визначаються кореляції між сусідніми зпаченнямі чисельності популяції в кожному напрямку і значеннями координат популяційного поля. Ці характеристики популяційного поля дозволяють судити про ступінь і характер варіабільності і впорядкованості особин і ілюструвати реальний стан популяції у просторі. Однак за допомогою методики популяційного поля не може бути розкрито відмінність між стохастично-детермінованим рівномірним і нерівномірним розміщеннями.

## Ресурси Інтернету
- Популяционное рассеяние

## Виноски
1. ↑   Любарский Е. Л. Ценопопуляции и фитоценоз. — Казань: Изд-во Казан. ун-та, 1976. — 157 с.